# Torneo de Zúrich 1991
El BMW European Indoors 1991 fue un torneo de tenis femenino, disputado del 07 al 13 de octubre de 1991. Fue un evento de categoría Tier II que se jugó en canchas de carpeta en pistas cubiertas como preparativo para el campeonato de fin de año de la WTA. Fue la 8.ª edición del torneo y tuvo lugar en el Saalsporthalle en la ciudad suiza de Zúrich.

## Campeonas

### Individual femenino
Steffi Graf venció a  Nathalie Tauziat por 6–4, 6–4

### Dobles femenino
Jana Novotná /  Andrea Strnadová vencieron a  Zina Garrison /  Lori McNeil por 6–4, 6–3